# Ridderorden in Mexico
Het Mexico van voor de Europese conquista kende geen ridderorden. Deze waren immers bij uitstek Europese instellingen. Tijdens het eeuwenlange Spaanse bewind werden Spaanse orden gebruikt.
Onafhankelijk Mexico en Eerste Keizerrijk 1821- 1864
- De Keizerlijke Orde van Onze Lieve Vrouwe van Guadalupe (Orden Imperial de Nostra Señora de Guadelupe) 1822

Keizerrijk Mexico 1864 - 1867
- De Keizerlijke Orde van de Mexicaanse Adelaar (Orden Imperial del Aquila Mexicana) 1865
- De Orde van Sint-Karel Orden de San Carlos, een Damesorde uit 1866

De Mexicaanse Republiek en de Verenigde Mexicaanse Staten
- De Orde van de Azteekse Adelaar (Orden Mexicana del Águila Azteca) 1943
- Het Legioen van Eer
- De Orde van Culturele Verdienste